# BMW Welt
A BMW Welt (magyarul BMW-Világ) nevű élménycentrumot 2003 augusztusa és 2007 ősze között építették. Az épület kivitelezője a híres avantgárd Coop Himmelb(l)au építészeti iroda volt. A BMW központi területén, a müncheni Olympiaparktól északra kapott helyet a négy hengernek becézett BMW központi épület mellett. Lapos tetején napelemek vannak, melyek összesen 800 KW teljesítményűek. 2007. október 20-21-én nyitották meg, eredetileg a 2006-os labdarúgó-világbajnokságra tervezték a megnyitást.

## Jellemzése
Az épületben BMW járművek, versenyautók, technikai újítások vannak kiállítva. Húsz forgóemelvény és tíz panorámastand is helyet kapott az épületben. Egy nemzetközi étterem, multifunkcionális kiállítóterek, gyerekfoglalkoztató vagy a látványos eszközökkel felszerelt technológiai műhely is található az épületben. Alapterülete 25 000 m², legnagyobb magassága 28 méter. Külön rendelésre itt is átadhatják az új személygépkocsit, amelyet ilyenkor az átadás előtt különleges figyelemben részesítik (technikai ellenőrzés, tisztítás).
Az épület legjelentősebb eleme a bejáratnál álló „Doppelkegel”, azaz „duplakúp”, amely egy homokórára hasonlít leginkább. Ebben az üvegtoronyban spirális rámpa vezet felfelé, amellyel a központi bemutatóterembe lehet jutni.
A BMW Weltből az autóút felett gyalogoshíd vezet át a BMW régebbi épületeihez, mint a BMW Múzeum, vagy a központi iroda.
2008-ban a Brit Építészek Királyi Intézete (Royal Institute of British Architects) díját nyerte a BMW Welt épülete.

## Megközelítése
A BMW Welt megközelíthető az U3-as és az U8-as metróval, a legközelebbi metrómegálló az Olympiazentrum.

## Hasonló funkciójú épületek
- Autostadt – Volkswagen
- Mercedes-Benz Múzeum – Mercedes-Benz
- Mirafiori Motor Village – Fiat

## Képgaléria

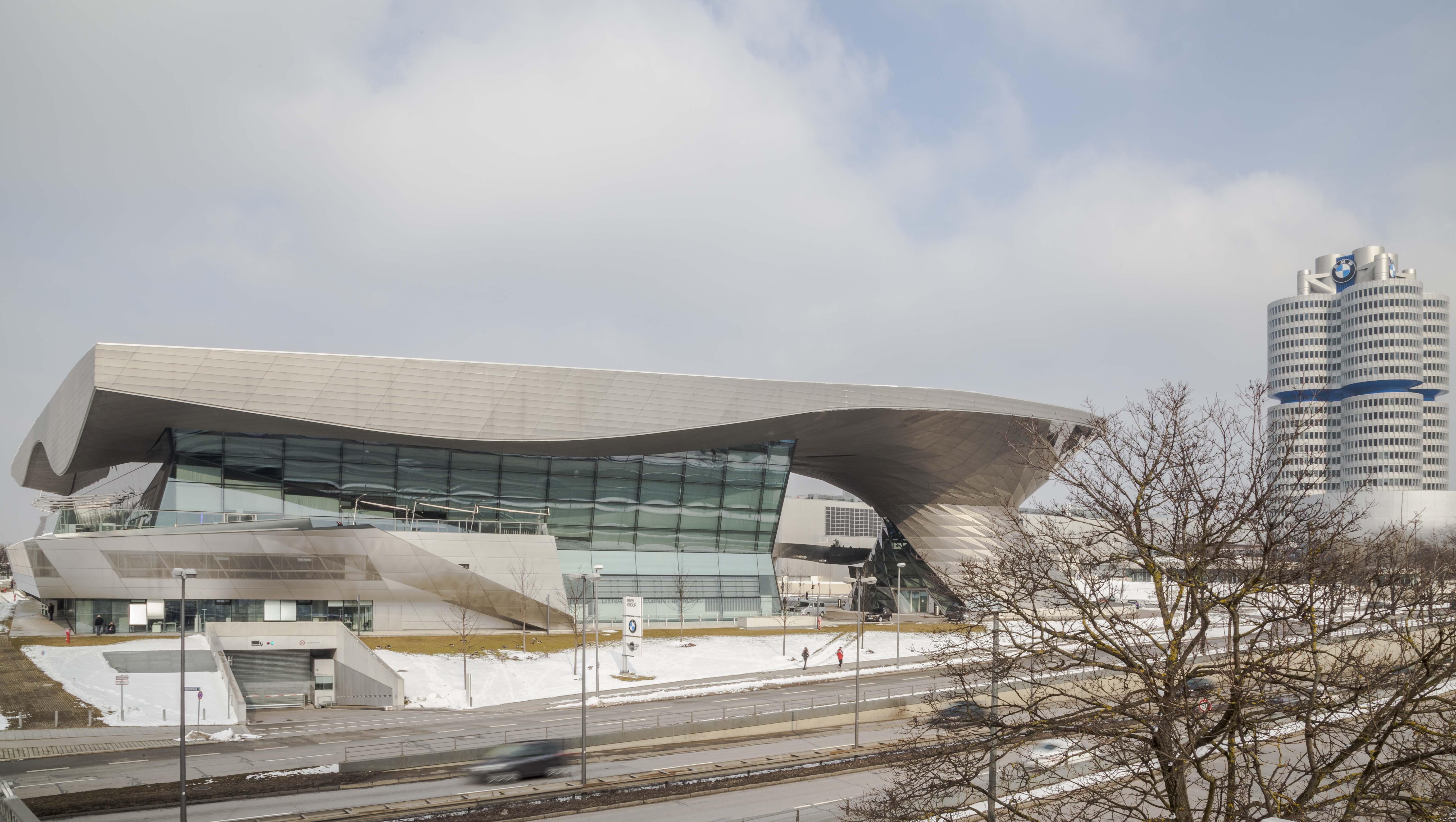
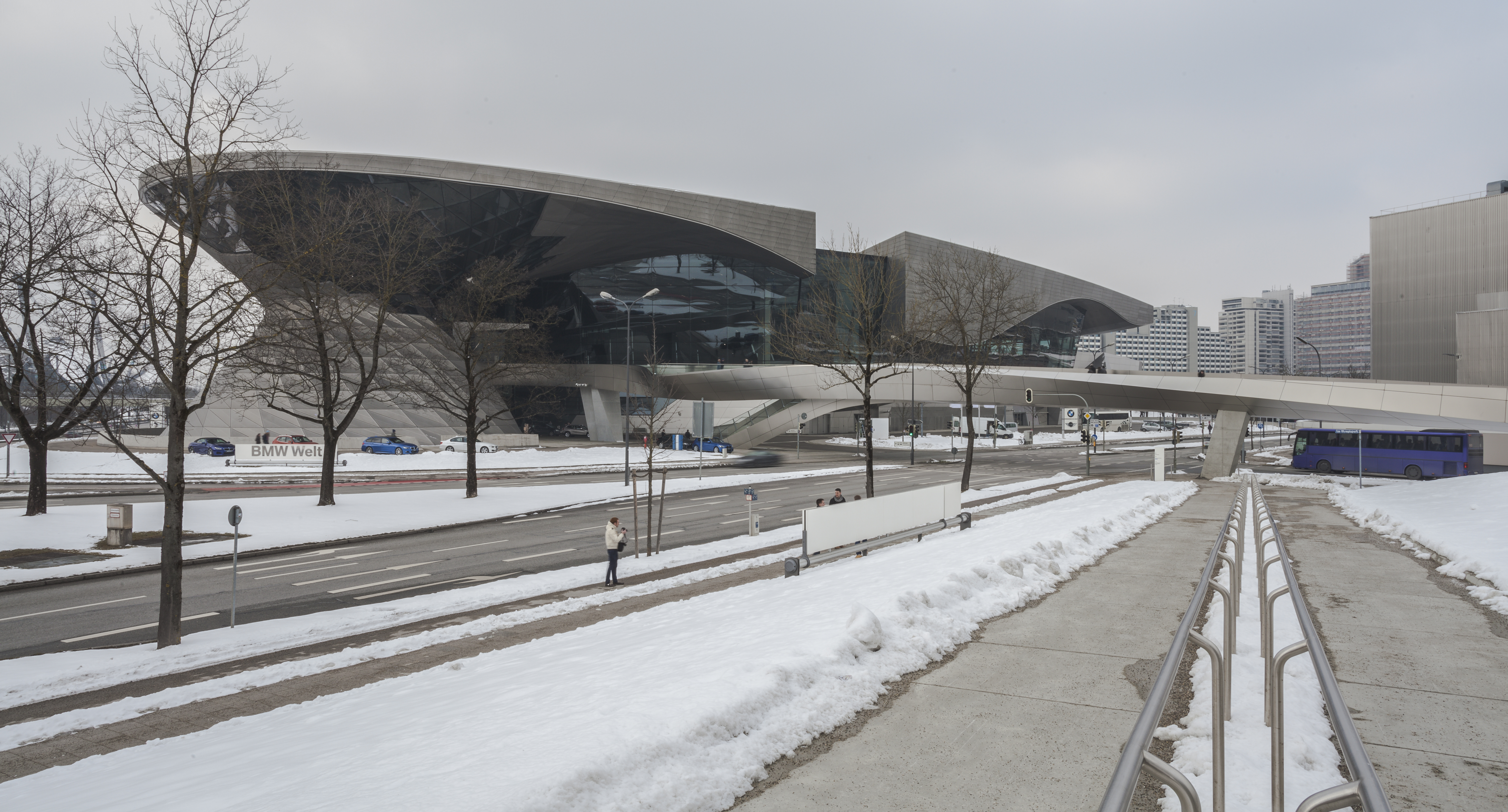
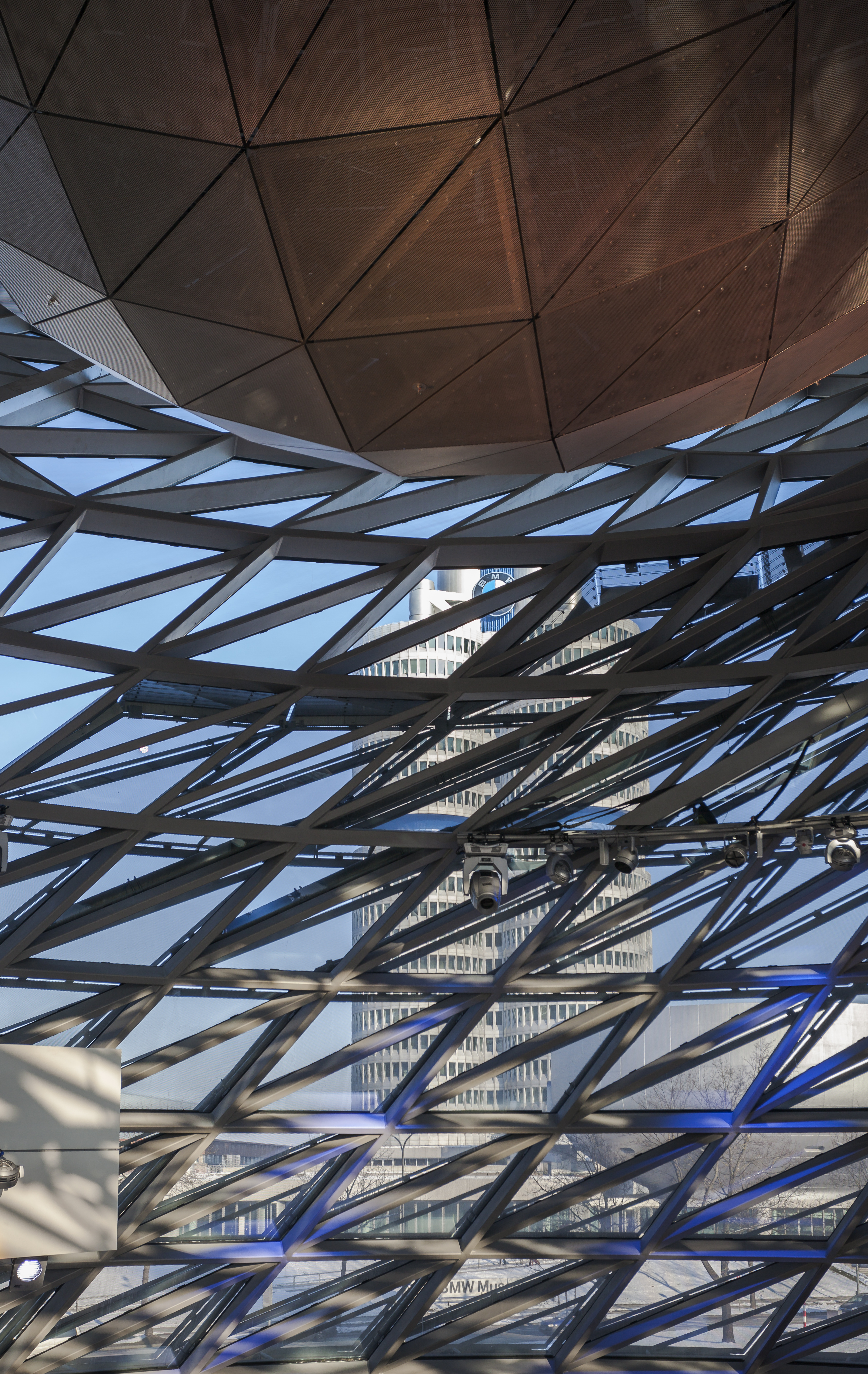
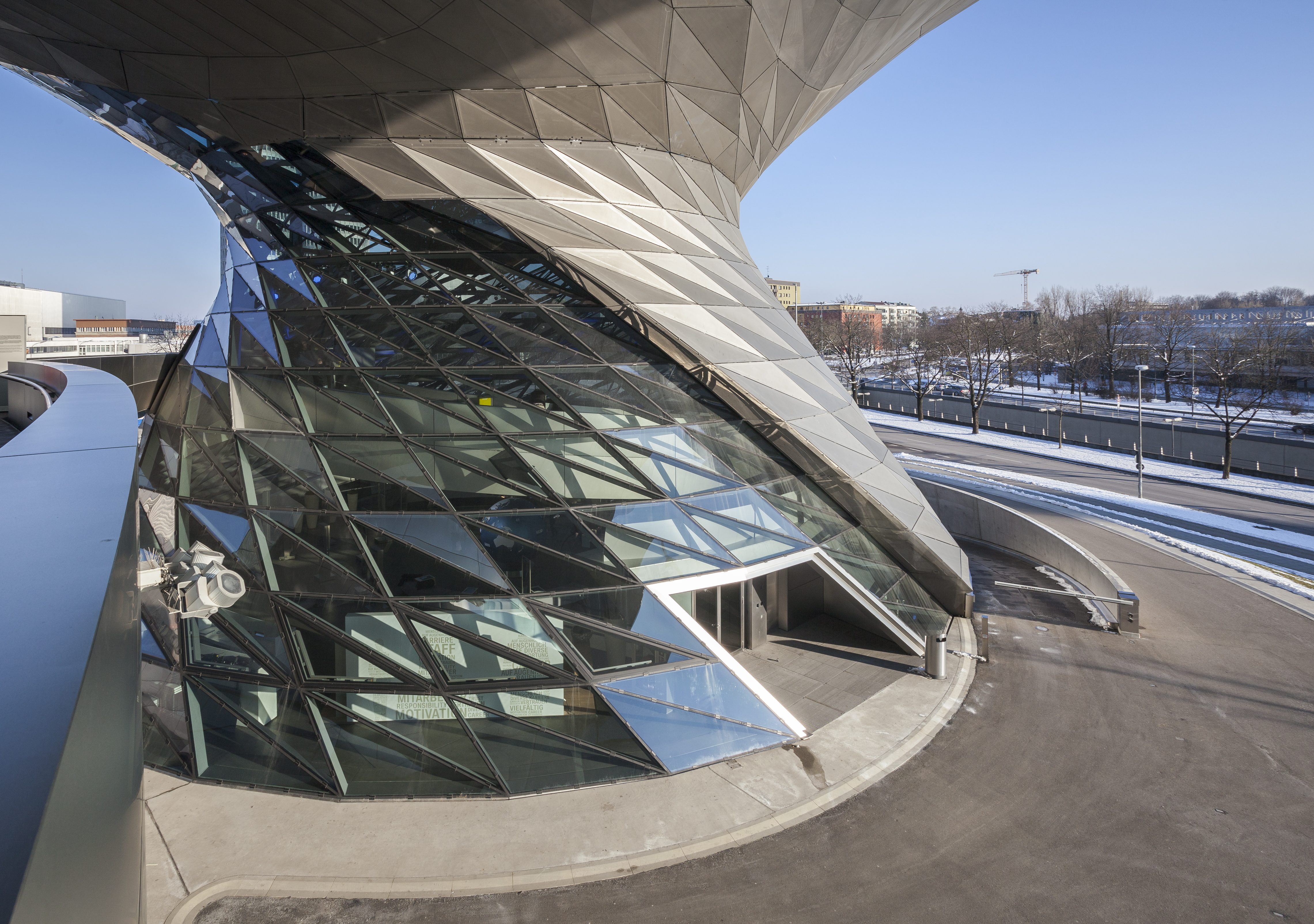